# Bhikangaon
Bhikangaon là một thị xã và là một nagar panchayat của quận West Nimar thuộc bang Madhya Pradesh, Ấn Độ.

## Địa lý
Bhikangaon có vị trí 21°52′B 75°57′Đ / 21,87°B 75,95°Đ Nó có độ cao trung bình là 278 mét (912 foot).

## Nhân khẩu
Theo điều tra dân số năm 2001 của Ấn Độ, Bhikangaon có dân số 14.297 người. Phái nam chiếm 52% tổng số dân và phái nữ chiếm 48%. Bhikangaon có tỷ lệ 69% biết đọc biết viết, cao hơn tỷ lệ trung bình toàn quốc là 59,5%: tỷ lệ cho phái nam là 75%, và tỷ lệ cho phái nữ là 62%. Tại Bhikangaon, 15% dân số nhỏ hơn 6 tuổi.